# Династија Ћин
Династија Ћин (кин: 秦朝; пин: Qín Cháo) је била династија која је владала Кином између 221. и 206. године п. н. е. Владари ове династију су потицали из државе Ћин, којој је наводно дао име први митски владара Кине, Жути цар. Пошто је та држава у 4. вијеку п. н. е. нагло ојачала за вријеме владавине Шанг Јанга у Периоду зараћених држава, током 3. вијека п. н. е. је покренула низ успјешних похода на друге државе, а када је коначно покорила државу Чу, остатке номиналне владајуће династије Џоу, те остале државе, постала је неоспорни владар Кине.
За вријеме владавине династије Ћин повећала је се трговина, пољопривредна производња, те и војни развој. Током владавине династије Ћин укинут је феудализам. Тако је централна власт добила контролу над масама, добивши извор радне снаге. То је омогућило изградњу низа амбициозних грађевина, од којих је најпознатији Кинески зид. Такође су увели низ административних реформи које су се прије свега односиле на стандардизацију мјера широм државе. Са друге стране, настојала је легитимисати своју власт покушајима брисања свих трагова претходних династија. Позната је такође и по увођењу низа новитета у војној технологији, као што су нова оружја, начини превоза и тактика.
Упркос војној моћи, владавина динстије Ћин није дуго потрајала. Након смрти првог владара, Ћин Ши Хуанга, 210. године п. н. е. на пријестолу га је замјенио његов син, Ћин Ер Ши, али су у ствари владала два супарничка савјетника. Њихови сукоби су довели до смрти обојице, али и до смрти цара. Неколико година касније избио је народни устанак, што је ослабило државу, те је власт преузео официр Ли Банг који ће основати династију Хан. 
Први цар династије Ћин се хвалио како ће његово царство трајати 10.000 година, потрајало је само 15 година.
Упркос брзом крају, династија Ћин је постала једна од најпознатијих и најважнијих кинеских династија, прије свега због тога што је сматрају првом царском династијом, ујединитељем Кине. Због тога је управо по њој модерна Кина добила име.
Династија Ћин је настојала да створи државу уједињену структурираном централизованом политичком моћи и великом војском коју подржава стабилна економија. Централна влада је кренула да поткопа аристократе и земљопоседнике како би стекла директну административну контролу над сељаштвом, које је чинило огромну већину становништва и радне снаге. То је омогућило амбициозне пројекте који укључују три стотине хиљада сељака и осуђеника: пројекте као што су спајање зидова дуж северне границе, који ће се на крају развити у Кинески зид, и масивни нови систем националних путева, као и маузолеј првог Ћин цара величине града. Ћин цара чува Теракотска армија у природној величини.
Династија Ћин је увела низ реформи као што су стандардизована валута, тежине, мере и јединствен систем писања, које су имале за циљ да уједине државу и унапреде трговину. Поред тога, њена војска је користила најновије оружје, транспорт и тактику, иако је влада била веома бирократска. Хански конфучијанци су приказали легалистичку династију Ћин као монолитну тиранију, посебно наводећи чистку познату као спаљивање књига и сахрањивање научника, иако неки савремени научници оспоравају истинитост ових извештаја. Династија Ћин је створила систем управљања људима и земљом који је у великој мери повећао моћ владе да трансформише животну средину, а тврдило се да накнадни утицај овог система на окружење источне Азије чини Ћин успон важним догађајем у историји животне средине Кине.

## Историја

### Порекло и рани развој
Према Записима Великог историчара, у 9. веку пре нове ере, Фејци, наводни потомак древног политичког саветника Гао Јаоа, добио је власт над насељем Ћин (秦邑) у данашњем округу Кингшуи у Шансију. Током владавине краља Сјаоа од Џоуа, осмог краља из династије Џоу, ова област је постала позната као држава Ћин. Године 897. п. н. е., под регенством Гунгхе, ово подручје је постало намењено подизању и узгоју коња. Један од Фејцијевих потомака, војвода Џуанг, постао је омиљен код краља Пинга од Џоуа, 13. краља у тој линији. Као награду, Џуангов син, војвода Сјанг, послат је на исток као вођа ратне експедиције, током које је формално успоставио Ћин.
Држава Ћин је први пут започела војну експедицију у централну Кину 672. године п. н. е., иако се није упуштала у било какве озбиљне упаде због претње од стране суседних племена. У зору четвртог века пре нове ере, међутим, сва суседна племена су била потчињена или покорена, а позорница је била постављена за успон Ћин експанзионизма.

### Раст моћи
Лорд Шанг Јанг, Ћин државник из периода зараћених држава, заговарао је филозофију легализма, уводећи низ војно корисних реформи од 361. п. н. е. до своје смрти 338. п. н. е. Јанг је такође помогао у изградњи престонице Ћин, почевши од Сјанјанга из средине четвртог века п. н. е. Настали град је у великој мери подсећао на престонице других зараћених држава.
Нарочито је Ћин легализам подстицао практично и немилосрдно ратовање. Током периода пролећа и јесени, преовлађујућа филозофија је диктирала рат као џентлменску активност; војним командантима је наложено да поштују оно што су сматрали небеским законима у борби. На пример, када је војвода Синг из ривалске државе Сонг био у рату са државом Чу током периода Зараћених држава, одбио је прилику да нападне непријатељске снаге, којима је командовао Џу, док су прелазиле реку. Након што им је дозволио да пређу и построје своје снаге, он је одлучно поражен у бици која је уследила. Када су га његови саветници касније опомињали због такве претеране учтивости према непријатељу, он је узвратио: „Мудрац не слама нејаке, нити издаје наређење за напад док непријатељ не формира своје редове.“
Ћин је занемарио ову војну традицију, користећи предности слабости својих непријатеља. Један племић у држави Веј оптужио је државу Ћин да је „похлепна, перверзна, жељна профита и без искрености. Да не зна ништа о бонтону, правилним односима и врлинском понашању, а ако постоји прилика за материјалну корист, она занемарује своје рођаке као да су животиње.“ Управо је ова легалистичка мисао комбинована са снажним вођством дуговечних владара, отвореношћу за запошљавање талентованих људи из других држава и мало унутрашње опозиције је то што је Ћину дало тако јаку политичку база.
Још једна предност Ћина била је то што су имали велику, ефикасну војску и способне генерале. Такође су користили најновија достигнућа у оружју и транспорту, што је недостајало многим њиховим непријатељима. Ови последњи напреци омогућили су већу мобилност на неколико различитих типова терена који су били најчешћи у многим регионима Кине. Дакле, у идеологији и у пракси, Ћин су били војно супериорнији.
Коначно, царство Ћин је имало географску предност због плодности њихове земље и стратешког положаја, заштићеног планинама које су државу учиниле природним упориштем. Ово је било срце региона Гуанџонг, за разлику од слива реке Јангце, познатог као Гуандонг. Ратоборна природа Ћин у Гуанџонгу инспирисала је изреку из династије Хан: „Гуанџонг производи генерале, док Гуандонг производи министре.“ Његова проширена пољопривредна производња помогла је да се одржи Ћинова велика војска храном и природним ресурсима; канал реке Веј саграђен 246. п. н. е. био је посебно значајан у том погледу.